# صفيار خان
صفيار خان هي قرية في مقاطعة شاهين دج، إيران. يقدر عدد سكانها بـ 90 نسمة بحسب إحصاء 2016.